# Állatkert (Metró Budapest)
Állatkert, deutsch: Tierpark, war ein am 2. Mai 1896 eröffneter, oberirdischer U-Bahnhof der heutigen Linie M1 (Földalatti) der Metró Budapest. Er lag im Stadtwäldchen, zwischen den Stationen Hősök tere und Széchenyi fürdő und wurde am 31. Juli 1973 aufgelassen, als die Linie – bei gleichzeitiger Stilllegung des oberirdischen Abschnitts – zur Mexikói út verlängert wurde. Die Haltestelle hatte zwei Außenbahnsteige, die über eine stählerne Fußgängerbrücke miteinander verbunden waren. Direkt daneben befand sich der Haupteingang zum Zoo, in der Nähe das Restaurant Gundel und das Museum der Schönen Künste. 